# Cheirostylis monteiroi
Cheirostylis monteiroi är en orkidéart som beskrevs av Shiu Ying Hu och Gloria Barretto. Cheirostylis monteiroi ingår i släktet Cheirostylis och familjen orkidéer. Inga underarter finns listade i Catalogue of Life.